# Saison 2 de Bones
Chronologie
Saison 1 Saison 3
Cet article présente les vingt-et-un épisodes de la deuxième saison de la série télévisée américaine Bones.

## Synopsis
Une experte en anthropologie, Temperance Brennan, et son équipe à l'institut Jefferson (une allusion au Smithsonian Institution) est appelée à travailler en collaboration avec le FBI dans le cadre d'enquêtes criminelles, lorsque les méthodes classiques d'identification des corps ont échoué. Temperance travaille à partir des squelettes (d'où son surnom éponyme de la série : Bones, qui signifie « ossements », en anglais).
Celle-ci est épaulée par un agent du FBI, Seeley Booth, avec lequel elle entretient des rapports tantôt conflictuels, tantôt complices voire plus. Elle s'appuie également sur son équipe de scientifiques : Angela Monténégro, sa meilleure amie, qui a inventé un logiciel pour reconstituer une scène de crime en images tridimensionnelles ; le Dr Jack Hodgins, expert en insectes, spores et minéraux ; le Dr Camille Saroyan, expert légiste, sa supérieure hiérarchique, et son assistant Zack Addy, jeune surdoué.

## Généralités
Le 19e épisode ayant été produit, Player Under Pressure, aurait dû être diffusé le 19 avril 2007. Cependant l'épisode a été déprogrammé à la suite de la Fusillade de l'université Virginia Tech survenue le 16 avril 2007 puisque le thème de l'enquête se rapprochait trop de l'actualité. Il a été ré-introduit un an plus tard dans la saison 3, avec quelques scènes remaniées pour correspondre à l'histoire en cours des personnages.

## Distribution

### Acteurs principaux
- Emily Deschanel (VF : Louise Lemoine Torrès) : Dr Temperance « Bones » Brennan
- David Boreanaz (VF : Patrick Borg) : agent spécial Seeley Joseph Booth
- Michaela Conlin (VF : Chantal Baroin) : Angela Montenegro
- T.J. Thyne (VF : Thierry Kazazian) : Dr Jack Hodgins
- Eric Millegan (VF : Taric Mehani) : Dr Zack Addy
- Tamara Taylor (VF : Annie Milon) : Dr Camille Saroyan[2]

### Acteurs récurrents
- Eddie McClintock (VF : Vincent Barazzoni) : agent spécial Tim Sullivan (4 épisodes)
- Stephen Fry (VF : Vincent Grass) : Dr Gordon Wyatt (3 épisodes)
- Patricia Belcher (VF : Claudine Mauffray) : Caroline Julian (3 épisodes)
- Ryan O'Neal (VF : Hervé Jolly) : Max Keenan (3 épisodes)
- Ty Panitz : Parker Booth (2 épisodes)
- Loren Dean (VF : Stéphane Pouplard) : Russ Brennan (1 épisode)

### Invités
- Billy Gibbons (VF : Thierry Buisson) : il apparaît interprétant son propre rôle. C'est le père d'Angela Monténégro. (épisode 21)
- Sam Witwer : Michael Downs (épisode 1)
- Ray Wise : Rick Turco (épisode 1)
- Leah Pipes : Kelly Morris (épisode 3)
- Keri Lynn Pratt : Chloe Daniels (épisode 5)
- Cerina Vincent : Denise (épisode 6)
- Ariel Winter : Liza (épisode 7)
- Kali Rocha : Jackie Swanson (épisode 7)
- Kyle Gallner : Jeremy Farrell (épisode 7)
- John Marshall Jones : Joe Noland (épisode 8)
- Theo Rossi : Nick Arno (épisode 8)
- Charles Mesure : Pete Sanders (épisode 9)
- Kristoffer Polaha : Will Hastings (épisode 10)
- Michael Trevino : Graham Hastings (épisode 10)
- Kathy Reichs : Constance Wright (épisode 11)
- Ernie Hudson : David Barron (épisode 14)
- Valarie Pettiford : Ellen Laskow (épisode 15)
- Darby Stanchfield : Connie Lopata (épisode 15)
- James Hong : Joseph Han (épisode 16)
- Glenn Morshower : Bob Reid (épisode 19)

## Liste des épisodes
1. Le Choc des titans
2. La Place du père
3. Roméo et Juliette
4. Tuer n'est pas jouer
5. Les Femmes de sa vie
6. Immunité
7. Reine de beauté
8. La Chance du débutant
9. Le Fossoyeur
10. La Sorcière sans tête
11. L'Épouvantail
12. Fin de partie
13. Les Nerfs à vif
14. Rien ne va plus
15. Roman meurtrier
16. Histoire d'os
17. L'enfer est pavé de bonnes intentions
18. Mon père, le criminel
19. Perdu dans l'espace
20. La Recette du bonheur
21. Par amour

### Épisode 1:Le Choc des titans
- États-Unis /  Canada : 30 août 2006 sur FOX / Global[3]
- France : 20 avril 2007 sur M6
- Québec : 19 février 2008 sur Séries+

- États-Unis : 8,61 millions de téléspectateurs[4] (première diffusion)

- Christine Estabrook (Asst. U.S. District Attorney Lisa Supek)
- Ray Wise (Rick Turco)
- Ann Cusack (Dianne Hochman)
- Sam Witwer (Michael Downs)
- Jonell Kennedy (Dr Yolanda Lawrence)
- Alex Hyde-White (NTSB Investigator Dietrich Hobbs)
- Timothy Landfield (SEC Investigator Dan Burroughs)
- Allison Dunbar (Brianna Lynch)
- Jeremy Luke (Eddie Bean)
- Marlon John (Fireman)

### Épisode 2:La Place du père
- États-Unis : 6 septembre 2006 sur FOX
- France : 21 septembre 2007 sur M6
- Québec : 26 février 2008 sur Séries+

- États-Unis : 9,13 millions de téléspectateurs[5] (première diffusion)

- Jessica Capshaw (Rebecca Stinson)
- Kate Norby (Karen Tyler)
- Jeff Austin (Michael Jules)
- Kirsten Potter (Mary Corbis)
- Tangie Ambrose (Faith Davis)
- Jessica Wright (Tina Holmes)
- Adam Lieberman (FBI Agent Sanders)
- Bruce French (Dennis Campbell)
- Caryn West (Patricia Campbell)
- Chris Conrad (Agent)
- Shane Johnson (Kyle Richardson)
- Verda Bridges (Social Worker)
- Ty Panitz (Parker Booth)
- Sean McGowan (Drew)

### Épisode 3:Roméo et Juliette
- États-Unis : 13 septembre 2006 sur FOX
- France : 21 septembre 2007 sur M6
- Québec : 4 mars 2008 sur Séries+

- États-Unis : 8,59 millions de téléspectateurs[6] (première diffusion)

- Leah Pipes (Kelly Morris)
- Dylan McLaughlin (Alex Morris)
- William Bumiller (Aaron Krane)
- Kathleen Gati (Marcia Krane)
- Jon Sklaroff (Kevin Duncan)
- Pamala Tyson (Fran Duncan)
- Tara Karsian (Dianne Child)
- Tom Choi (FBI Agent)
- Kim Staunton (Suzanne Lawler)

### Épisode 4:Tuer n'est pas jouer
- États-Unis /  Canada : 20 septembre 2006 sur FOX / Global
- France : 28 septembre 2007 sur M6
- Québec : 11 mars 2008 sur Séries+

- États-Unis : 7,55 millions de téléspectateurs[7] (première diffusion)
- Canada : 1,279 million de téléspectateurs[8]

- Heath Freeman (Howard Epps)
- Christie Lynn Smith (Caroline Epps)
- Rodney Lane Holland (Gil Lappin)
- Dohn Norwood (Ranger)
- Irene Roseen (Sister Karen Dunne)
- Jim Jansen (Grant Hathaway)
- Gregory Scott Cummins (Henry Gerber)
- Tarah Paige (Helen Majors)

### Épisode 5:Les Femmes de sa vie
- États-Unis /  Canada : 27 septembre 2006 sur FOX / Global
- France : 28 septembre 2007 sur M6
- Québec : 18 mars 2008 sur Séries+

- États-Unis : 7,80 millions de téléspectateurs[9] (première diffusion)
- Canada : 1,373 million de téléspectateurs[10]

- Jessica Capshaw (Rebecca Stinson)
- Bruce Nozick (Pete Valero)
- Melinda McGraw (Gayle Seaver)
- Bridger Palmer (Ray Seaver)
- Susan Santiago (Lila Turner)
- Nathan Dean (Agent Charlie)
- Lamont Thompson (Cop)
- Keri Lynn Pratt (Chloe Daniels)

### Épisode 6:Immunité
- États-Unis /  Canada : 4 octobre 2006 sur FOX / Global
- France : 5 octobre 2007 sur M6
- Québec : 25 mars 2008 sur Séries+

- États-Unis : 8,10 millions de téléspectateurs[11] (première diffusion)
- Canada : 1,271 million de téléspectateurs[12]

- Danny Woodburn (Alex Radziwill)
- Bertila Damas (Juge Dolores Ramos)
- Carlos La Camara (Juan Ramos)
- Laura Leigh Hughes (Jill Winokur)
- Andres Londono (Antonio Ramos)
- Cerina Vincent (Denise)
- John Kassir (Lawrence Melvoy)

### Épisode 7:Reine de beauté
- États-Unis /  Canada : 1er novembre 2006 sur FOX / Global
- France : 28 septembre 2007 sur M6
- Québec : 1er avril 2008 sur Séries+

- États-Unis : 7,33 millions de téléspectateurs[13] (première diffusion)
- Canada : 1,16 million de téléspectateurs[14]

- Kali Rocha (Jackie Swanson)
- Emerica Elan Rogers (Brianna Swanson)
- Jason Matthew Smith (Dave Swanson)
- Lisa Thornhill (Kristen Mitchell)
- Grace Fulton (Hailey Farrell)
- Ariel Winter (Liza)
- Madison Davenport (Megan)
- Mary Goodman Murray (Charlotte Craft)
- Kyle Gallner (Jeremy Farrell)
- Amanda Carlin (Donna Farrell)
- Brent Jennings (Plant Supervisor)

### Épisode 8:La Chance du débutant
- États-Unis /  Canada : 8 novembre 2006 sur FOX / Global
- France : 5 octobre 2007 sur M6
- Québec : 8 avril 2008 sur Séries+

- États-Unis : 7,52 millions de téléspectateurs[15] (première diffusion)
- Canada : 1,377 million de téléspectateurs[16]

- Nelson Lee (Special Agent Eric Zhang)
- Chad Todhunter (Don Morgan)
- John Marshall Jones (Joe Noland)
- Karl Makinen (Frank « Frankie »" Daniels)
- Joe Cortese (Lou Mackey)
- Shontae Saldana (Marisol Diaz)
- Theo Rossi (Nick Arno)
- Aaron D. Spears (Agent Walt Sugarman)
- Dawn Maree (Dealer)
- Jason Windt (Pit Boss)
- Tom Billett (Referee)

### Épisode 9:Le Fossoyeur
- États-Unis /  Canada : 15 novembre 2006 sur FOX / Global
- France : 12 octobre 2007 sur M6
- Québec : 15 avril 2008 sur Séries+

- États-Unis : 7,83 millions de téléspectateurs[17] (première diffusion)
- Canada : 1,19 million de téléspectateurs[18]

- Salli Richardson (Assistant U.S. Attorney Kim Kurland)
- Charles Mesure (Pete Sanders)
- Benito Martinez (Thomas Vega)
- Julie Ann Emery (Janine O'Connell)
- James McDonnell (James Kent)
- Rich McDonald (Pennsylvania State Trooper)

### Épisode 10:La Sorcière sans tête
- États-Unis /  Canada : 29 novembre 2006 sur FOX / Global
- France : 5 octobre 2007 sur M6
- Québec : 22 avril 2008 sur Séries+

- États-Unis : 8,66 millions de téléspectateurs[19] (première diffusion)
- Canada : 1,059 million de téléspectateurs[20]

- Kristoffer Polaha (Will Hastings)
- Jake Richardson (Brian Andrews)
- Michael Trevino (Graham Hastings)
- Amanda Fuller (Lori Mueller)
- Terrell Clayton (Doug Edison)
- Joshua Leonard (Nate Gibbons)
- Angel Oquendo (Nurse)
- Kip Garwood (Young Man)

- Cet épisode comporte de multiples références au film Le Projet Blair Witch.

### Épisode 11:L'Épouvantail
- États-Unis /  Canada : 13 décembre 2006 sur FOX / Global
- France : 12 octobre 2007 sur M6
- Québec : 29 avril 2008 sur Séries+

- États-Unis : 8,62 millions de téléspectateurs[21] (première diffusion)
- Canada : 1,078 million de téléspectateurs[22]

- Ryan O'Neal (Father Toby Coulter)
- Loren Dean (Russ Brennan)
- Patricia Belcher (Asst. U.S. Attorney Caroline Julian)
- Lou Beatty Jr. (Marvin Beckett)
- Ryan Cutrona (FBI Dep. Director Kirby)
- Barbara Williams (Barbara Harper)
- Madison Mason (Juge Ted Kemper)
- Bryan Cuprill (Asst. U.S. Attorney Dan Burridge)
- Kathy Reichs (Professor Constance Wright)
- Joseph Ruskin (Professor William Grayson)
- Joseph E. Davis (Security Guard)

### Épisode 12:Fin de partie
- États-Unis : 31 janvier 2007 sur FOX
- France : 12 octobre 2007 sur M6
- Québec : 6 mai 2008 sur Séries+

- États-Unis : 12,40 millions de téléspectateurs[23] (première diffusion)

- Heath Freeman (Howard Epps)
- Christie Lynn Smith (Caroline Epps)
- Ty Panitz (Parker Booth)
- Mik Scriba (Warden T.C. Everett)
- Pancho Demmings (FBI Agent Jay Ramirez)
- Kathy Lamkin (Marianne Epps)
- Giovannie Pico (Rose Alipio)
- Sandra Purpuro (Dr Barbara Young)
- Janet Tamaro (TV Reporter)

### Épisode 13:Les Nerfs à vif
- États-Unis : 7 février 2007 sur FOX
- France : 14 mars 2008 sur M6
- Québec : 13 mai 2008 sur Séries+

- États-Unis : 12,57 millions de téléspectateurs[24] (première diffusion)

- Stephen Fry (Dr Gordon Wyatt)
- Eddie McClintock (FBI Agent Tim Sullivan)
- Alex Winter (Monte Gold)
- Eamonn Roche (Lloyd)
- Eric Jungmann (Eddie)
- John Lacy (Bill Dowd)
- French Stewart (Isaac Horn)
- Jami Miller (Judy Dowd)
- Kelly Kruger (Abigail Sims)
- John Maynard (Ice Cream Truck Driver)
- John Eric Bentley (Park Ranger)
- Emeka Nnadi (Alan Simmons)

### Épisode 14:Rien ne va plus
- États-Unis /  Canada : 14 février 2007 sur FOX / Global
- France : 14 mars 2008 sur M6
- Québec : 20 mai 2008 sur Séries+

- États-Unis : 12,28 millions de téléspectateurs[25] (première diffusion)
- Canada : 1,542 million de téléspectateurs[26]

- Stephen Fry (Dr Gordon Wyatt)
- Eddie McClintock (FBI Agent Tim Sullivan)
- Ernie Hudson (David Barron)
- Patricia Belcher (Asst. US Attorney Caroline Julian)
- Meredith Monroe (Clarissa Bancroft)
- Reid Scott (Robert Fraiser)
- James Hiroyuki Liao (Assistant Coroner)
- Nathan Dean (FBI Agent)

### Épisode 15:Roman meurtrier
- États-Unis /  Canada : 14 mars 2007 sur FOX / Global
- France : 14 mars 2008 sur M6
- Québec : 27 mai 2008 sur Séries+

- États-Unis : 10,36 millions de téléspectateurs[27] (première diffusion)
- Canada : 1,18 million de téléspectateurs[28]

- Eddie McClintock (Sully)
- Chris Conner (Oliver Laurier)
- Valarie Pettiford (Ellen Laskow)
- Jonathan Slavin (en) (Hank Belden)
- Colby French (Greg Braley)
- Steve Braun (Ashton Keller)
- Darby Stanchfield (Connie Lopata)
- Sean Patrick Murphy (Forensic Agent)
- Ted Lyde (Police Officer)

### Épisode 16:Histoire d'os
- États-Unis : 21 mars 2007 sur FOX
- France : 21 mars 2008 sur M6
- Québec : 2 septembre 2008 sur Séries+

- États-Unis : 10,47 millions de téléspectateurs[29] (première diffusion)

- Eddie McClintock (Agent Tim "Sully" Sullivan)
- J.P. Pitoc (Drew Harper)
- Michael Paul Chan (Professor Shi Jon Chen)
- Deborah Theaker (Jackie Burrows)
- Lucille Soong (Mai Zhang)
- Bob Lem (Eric Chang)
- Alice Lo (Mary Chang)
- James Hong (Joseph Han)
- Leonard Wu (Nelson Han)
- Eric Stonestreet (D.C. Cop)

### Épisode 17:L'enfer est pavé de bonnes intentions
- États-Unis : 28 mars 2007 sur FOX
- France : 21 mars 2008 sur M6
- Québec : 9 septembre 2008 sur Séries+

- États-Unis : 10,58 millions de téléspectateurs[30] (première diffusion)

- Stephen Fry (Gordon Wyatt)
- George Coe (Father William Donlan)
- David Burke (Father Matthew Sands)
- Wendy Braun (Lorraine Bergin)
- Johnny Lewis (Enzo Falcinella)
- Soren Fulton (James Levay)
- William Jonathan Georges (Tony)

### Épisode 18:Mon père, le criminel
- États-Unis /  Canada : 4 avril 2007 sur FOX / Global
- France : 28 mars 2008 sur M6
- Québec : 16 septembre 2008 sur Séries+

- États-Unis : 10,53 millions de téléspectateurs[31] (première diffusion)
- Canada : 1,227 million de téléspectateurs[32]

- Ryan O'Neal (Max Keenan)
- Dalia Phillips (Veleska Miller)
- Greg Baker (Melvin Gallagher)
- Phillip Rhys (Clark Lightner)
- Tom Everett (Hugh Kennedy)
- Bill Escudier (Tim)
- Jeff Witzke (FBI Spokesman)

### Épisode 19:Perdu dans l'espace
- États-Unis : 2 mai 2007 sur FOX
- France : 28 mars 2008 sur M6
- Québec : 23 septembre 2008 sur Séries+

- États-Unis : 10,56 millions de téléspectateurs[33] (première diffusion)

- Lisa Waltz (Jean Marie Howard)
- Judith Moreland (Loni Gowan)
- Sarah Bloom (Colleen Adams)
- Ian Anthony Dale (James Adams)
- Michael Rodrick (Adam Bahr)
- Glenn Morshower (Colonel Bob Reid)
- Rob Brownstein (Dr Henry Pascal)

### Épisode 20:La Recette du bonheur
- États-Unis : 9 mai 2007 sur FOX
- France : 4 avril 2008 sur M6
- Québec : 30 septembre 2008 sur Séries+

- États-Unis : 10,23 millions de téléspectateurs[34] (première diffusion)

### Épisode 21:Par amour
- États-Unis /  Canada : 16 mai 2007 sur FOX / Global
- France : 4 avril 2008 sur M6
- Québec : 7 octobre 2008 sur Séries+

- États-Unis : 10,88 millions de téléspectateurs[35] (première diffusion)
- Canada : 1,242 million de téléspectateurs[36]

- Ryan O'Neal (Max Keenan)
- Patricia Belcher (Asst. US Attorney Caroline Julian)
- Roxanne Hart (Cynthia Cole)
- Billy Gibbons (le père d'Angela)
- Eric Stonestreet (D.C. Cop)
- Joe Nieves (Joe Mellon)
- Hallock Beals (Steve Brown)
- Larissa Miller (Ruth Keenan)
- Cleo King (Minister Sheila)
- Travis Brorsen (State Department Employee)

## Informations sur le coffretDVD
Le coffret est sorti le 26 mars 2008 en France. Il contient 6 DVD répartis par paires dans 3 boitiers. Le 6ème DVD est composé principalement de bonus.